# Benjamin Franklin Stevens
Benjamin Franklin Stevens (Barnet, Vermont, Estados Unidos, 19 de febrero de 1833—Surbiton, Inglaterra, Reino Unido, 5 de marzo de 1902), al igual que su hermano Henry Stevens, fue un bibliógrafo con estudios en la Universidad de Vermont donde fue miembro de la sociedad Sigma Phi.
En la década de 1840 fue con su hermano a Londres en el negocio de los libros de exportación. Formó su propia compañía con Henry J. Brown en 1864, la formación de Literatura y Bellas Artes de la agencia, BF Stevens & Brown, seguido por Ralph A. Brown. Durante 30 años se dedicó a la preparación de una lista cronológica e índice alfabético de papeles estatales estadounidenses en inglés, archivos franceses, holandeses y españoles, que abarca el período de 1763 hasta 1784. Se prepararon más de 2000 facsímiles de importantes manuscritos históricos americanos encontrados en archivos europeos y en relación con el período comprendido entre 1773 y 1783.
También actuó como agente de compras para varias bibliotecas americanas, y durante unos 30 años antes de su muerte fue de agente estadounidense en los despachos de Londres con cargo en la correspondencia destinada a los buques de la Armada de Estados Unidos con servicio en el Atlántico y en estaciones europeas. Murió en Surbiton, Surrey, Inglaterra, el 5 de marzo de 1902. Está enterrado en el cementeriode Kensal Green de Londres.

## Publicaciones
- Campaña en Virginia de 1781: una reimpresión exacta de seis folletos extraños en Clinton-Cornwallis, manuscritos y notas de Sir Henry Clinton.
- Suplemento que contiene extractos de las Revistas de la Cámara de los Lores, 1888.
- Facsímiles de manuscritos en el Archivo Europeo relativo a América, 1773-1783, con breves descripciones, referencias y traducciones, 1889 a 1898.)
- Libro General Sir William Howe en Charlestown y Halifax, (1890).
- Colón: su propio libro de Privilegios, (1893).